# Liste der Bodendenkmale in Herrnhut
In der Liste der Bodendenkmale in Herrnhut sind die Bodendenkmale der Stadt Herrnhut und ihrer Ortsteile nach dem Stand der Auflistung von Harald Quietzsch und Heinz Jacob aus dem Jahr 1982 aufgelistet. Eventuelle Änderungen und Ergänzungen, insbesondere aus der Zeit nach der Wende, sind nicht berücksichtigt, da für Sachsen aktuell keine neueren allgemein zugänglichen Bodendenkmallisten vorliegen. Die Baudenkmale sind in der Liste der Kulturdenkmale in Herrnhut aufgeführt.
| Denkmal-ID | Fundart            | Ortsteil               | Bezeichnung   | Zeitstellung    | Lage                                                                                    | Bemerkungen | Bild |
| ---------- | ------------------ | ---------------------- | ------------- | --------------- | --------------------------------------------------------------------------------------- | --- | ---- |
| ?          | besonderer Stein   | Berthelsdorf           | Steinkreuz    | Spätmittelalter | weit nordöstlich des Orts, Unitätswald Abteilung 18, an der Flurgrenze mit Kemnitz      | Schutz seit 22. Oktober 1970 |      |
| ?          | Befestigung > Burg | Großhennersdorf        | Wasserburg    | Mittelalter     | Ortsmitte, nordöstlich des Guts                                                         | durch Schloss überbaut, Graben verfüllt, Schutz seit 1935, erneuert 20. September 1958                                                          |      |
| ?          | besonderer Stein   | Großhennersdorf        | Steinkreuz    | Spätmittelalter | Ortsmitte, Nordwestseite des sogenannten Markts                                         | Schutz seit 22. Oktober 1970 |      |
| ?          | besonderer Stein   | Neundorf auf dem Eigen | Steinkreuz    | Spätmittelalter | westlicher Ortsteil, nördlich an der Straße nach Großhennersdorf                        | Schutz seit 22. Oktober 1970 |      |
| ?          | Befestigung > Burg | Niederrennersdorf      | Turmhügelburg | Mittelalter     | nordöstlich des Orts, westsüdwestlicher Hang des Heidebergs, östlich über der Pließnitz | Turmhügel auf Bergsporn mit Wehrgraben und Bogenwall, Schutz seit 5. Mai 1938, erneuert 20. September 1958                                      |      |
| ?          | Befestigung > Burg | Niederruppersdorf      | Wasserburg    | Mittelalter     | nordöstlicher Ortsrand, am Zusammenfluss der Bäche                                      | durch Schloss überbaut, Rechteckgraben trockengelegt aber umlaufend erhalten, Schutz seit 1937, erneuert 20. September 1958                     |      |
| ?          | Befestigung > Burg | Oberstrahwalde         | Wasserburg    | Mittelalter     | im Ort, südlicher Gutsbereich                                                           | durch Schloss überbaut, Reste des Grabens als Senken erhalten, vorgelagerter Teich, Schutz seit 30. September 1937, erneuert 20. September 1958 |      |